# Fátima Iturríos
Ana Fátima López Iturríos (3 de mayo de 1978) es una abogada feminista mexicana que promueve la igualdad en todos los espacios de representación pública y política del estado de Jalisco, así como la participación ciudadana para la defensa de los derechos humanos de las mujeres, capacitadora para juzgar con perspectiva de género y contra la violencia política en razón de género. Es maestra en Derecho Corporativo, por el ITESO y en Derechos Humanos y Paz, por la Universidad de Guadalajara, además cuenta con una especialización en Estudios de Género por la Universidad Pedagógica Nacional.
Fue integrante del primer Observatorio de Participación Política de las mujeres en Jalisco.
Integrante de la red nacional de defensoras de los derechos humanos, de Tómala y fundadora de la campaña #magistradaYA así como del equipo, ANDAR, DDSER, y Católicas por el Derecho a Decidir. 
Quedó en la terna del reconocimiento Irene Robledo 2019, que otorga el municipio de Guadalajara, en la categoría de defensa de los derechos humanos de las mujeres. 

### Actividad laboral
2022 Consultora para la Secretaría de Igualdad entre Mujeres y Hombres para la elaboración del Protocolo del Programa de Apoyo a víctimas indirectas y víctimas directas de tentativa de feminicidio.
2021 Consultora para la Sala Superior del Tribunal Electoral del Poder Judicial de la Federación elaborando el curso de “Litigio Estratégico para la defensa de los Derechos Político Electorales de las Mujeres modalidad en línea”.
2021 Consultora para varios Instituto Municipales de las Mujeres en el Estado En temas de capacitación en liderazgo, estereotipos de Género, lenguaje incluyente, igualdad, derechos humanos, agenda 2030, prevención de la violencia en niños, niñas y adolescentes, elaboración de protocolo de atención a la violencia y protocolo para la atención a los usuarios de centros especializados para la erradicación de las conductas violentas CECOVIM y capacitación a las nuevas masculinidades, programa ALE y Barrios de Paz. 
2021 Consultora para la Fiscalía del Estado de Jalisco en la implementación del curso para agentes ministeriales del Centro de Justicia para las mujeres de los talleres “Juzgar con perspectiva de género”.
Consultora para el Instituto Jalisciense de las Mujeres para el curso “Juzgar con Perspectiva de género” para el personal del Supremo Tribunal del Poder Judicial del Estado de Jalisco Impartición de los talleres “Juzgar con perspectiva de género” para el personal del Supremo Tribunal y en las regiones para lograr incidir en todo el estado.   
Consultora Experta en Violencia Política  para la impartición de talleres para mujeres líderes en varios partidos políticos como: el Partido Revolucionario Institucional (PRI) y el Partido de la Revolución Democrática (PRD), Partido Movimiento de Regeneración Nacional (MORENA). Partido Nueva Alianza Ha escrito libros sobre violencia política y elaborado cursos para diversos partidos.  
2019 Directora General Adjunta en Conavim Encargada de la programación de los foros de consulta nacional para la integración de toda la ciudadanía en el programa de gobierno sexenal Programa Integral para la Prevención, Atención y Erradicación de la violencia contra las mujeres.
2018 Directora de Paridad de la Sala Superior del Tribunal Electoral del Poder judicial de la Federación. (En la Dirección General de Igualdad de Derechos y Paridad de Género)
Encargada del diseño de políticas públicas para fomentar la cultura de la denuncia, proporcionándoles las herramientas necesarias para la defensa de los derechos político-electorales de las mujeres ante diversas instancias y tribunales.  

## 2021 Medalla de oro Hermila Galindo por parte del Congreso de la Ciudad de México, por lograr el acceso pleno a los derechos políticos y ciudadanos de las mujeres por la fundación de la red de Abogadas violeta.
2020 Segundo Lugar Nosotrxs en acción, otorgado por Make it sense, convocatoria nacional por la creación de la Red de Abogadas Violeta.
2020 Segundo Lugar cómo Agente de Cambio Covid 2019 por parte del Instituto Electoral y de Participación Ciudadana del Estado de Jalisco.
2020 Sexto lugar del concurso nacional del proyecto Socialab México.
2020 El Comité de participación social del Estado de Jalisco reconoce su labor como integrante y precursora del sistema estatal anticorrupción del estado de Jalisco y mi colaboración para generar la primera red de mujeres anticorrupción en el 2018.
2018 El consejo Coordinador de Mujeres empresarias, le otorgó el reconocimiento como agente de cambio social 2019 por su trabajo en favor de las mujeres y sus actividades en participación ciudadana impulsando la gobernanza y la generación de ciudadanía activa.

## Incidencia política
Fue parte de la creación del primer Observatorio ciudadano del ombudsman a nivel nacional para la elección en el estado de Jalisco.
Fundadora y coordinadora de la campaña #ParidadYa para lograr que los lineamientos de paridad fueran un hecho para el periodo electoral 2017 – 2018, elaborando un vídeo, para exigir el cumplimiento de los lineamientos.
Participó como abogada especialista en la elaboración del Amicus Curie que se presentó al Tribuna Electoral del Poder Judicial de la Federación, como parte de las acciones de las compañeras del grupo Mujeres En Plural, presentado por la senadora Martha Tagle.
Coordinadora de la campaña #MagistradaYa, la cual busca dar a conocer la importancia de la falta de espacios de representación de la mujer en el poder judicial del Estado de Jalisco.
Integrante del proyecto Informe bajo la lupa de los presidentes municipales mediante el cual varios colectivos ciudadanos elaboraron el proceso de fiscalización de los informes de las presidencias municipales de la zona metropolitana de Guadalajara y Zapopan, como encargada de la mesa de Derechos Humanos.
Consejera Honorífica del primer cuerpo consultivo de la Comisión Edilicia de Derechos Humanos e Igualdad de Género del Ayuntamiento de Guadalajara en 2019 ,donde incidió para lograr quitar el masculino genérico de los reglamentos municipales.
Fue invitada como experta académica a la glosa del Gobernador del Estado de Jalisco en marzo de 2018. En 2017 fue coordinadora del proyecto Informe bajo la lupa del Gobernador mediante el cual varios colectivos ciudadanos el proceso de fiscalización del informe del Gobernador.

## Participación ciudadana
Fue consultora del Primer Observatorio de Participación Política de la Mujer en el Estado de Jalisco, implementó la divulgación del protocolo de violencia política contra la mujer, para su socialización con las actoras políticas de las diversas organizaciones feministas en el estado.
Consultante ciudadana por parte del Instituto Nacional Electoral (INE) en Jalisco y el Instituto Electoral y de Participación Ciudadana de la entidad, a las mesas temáticas con el propósito de impulsar la participación ciudadana y empoderamiento ciudadano en la toma de decisiones públicas.  
2017 Miembro del Comité de Participación Social del Instituto Electoral y Participación Ciudadana del Estado de Jalisco Enero - septiembre de 2017 Forme parte del comité encargado de la aplicación de los mecanismos de participación social en el Estado. Cargo honorífico no remunerado. 
Participó en el Foro Político de Alto Nivel sobre el Desarrollo Sostenible de las Naciones Unidas en su sede en la ciudad de Nueva York, haciendo hincapié en los avances de México en materia de Género y Desarrollo Sostenible de la agenda 2030.
Disertante de la Casa de la Cultura Jurídica de la Suprema Corte de Justicia de la Nación Forma parte del cuerpo académico de la casa de la cultura jurídica, impartiendo cursos de Género y Derechos Humanos, así como de Argumentación Jurídica.
Cofundadora nacional de la Red de Abogadas Violeta Organización sin fines de lucro que se dedica a brindar asesoría jurídica gratuita a mujeres víctimas de violencia en toda la república mexicana, hasta la fecha han atendido a más de 5200 víctimas en todo el país.
Participo del Programa de Apoyo para Refugios Especializados para Mujeres Víctimas de Violencia de Género, sus Hijas e Hijos INDESOL 2020 Integrante del Grupo Revisor de Proyectos del programa, siendo de parte de las especialistas en género de las mesas de análisis, para la evaluación de los proyectos. 
2018-2024 Consejo de Participación y Planeación de Jalisco Integrante del COPPLADE que es la instancia de coordinación gubernamental y concertación ciudadana este organismo tiene la atribución de ser el espacio de alineación de los esfuerzos en materia de planeación participativa, que realicen en el ámbito estatal, la administración pública federal, las dependencias que integran los municipios, poderes Ejecutivo, Legislativo y Judicial, así como los organismos autónomos estatales. 
2018-2024 El Consejo Sectorial Ciudadano para la Planeación, Medición y Evaluación de la Seguridad.  Ciudadana titular del comité de evaluación, que es un  órgano auxiliar consultivo de la administración pública que, a través de recomendaciones colegiadas, inciden en la planeación y la mejora de la efectividad, la consistencia y la calidad de las políticas públicas en el Estado de Jalisco.
2017 – 2022 Parlamento de Mujeres de Igual a Igual del Congreso del Estado de Jalisco. De forma honorífica participó como parlamentaria de este congreso simbólico, creado para que la sociedad civil pudiera para presentar iniciativas ante el congreso del Estado, en favor de los derechos de las mujeres. 